# CX-1942
CX-1942 je agonist AMPA receptora.